# 安茹伯爵
安茹伯爵（法语：comte d'Anjou）是法国古老的贵族称号，以其封地安茹得名。安茹伯国起源于墨洛温王朝时代旧法兰克国家的安茹领地。898年昂热子爵安热尔热的儿子富尔克一世获得安茹伯国，他的直系后代经过联姻发展为安茹家族，从这个家族中产生了欧洲一些国家的安茹王朝。

## 早期安茹领主
- 聖萊贊（英语：Licinius of Angers） 587年-592年
- 奧爾良的厄德（英语：Odo I, Count of Orléans） ？-834年
- 強者羅貝爾 ？-852年

## 卡佩王朝
- 强者罗贝尔 861年–866年
- 厄德 866年-898年

## 安热尔热王朝
- 安熱爾熱（英语：Ingelger） 约870年-898年
  - 王朝奠基人
- 富尔克一世（红头发）898年-941年
  - 第一个伯爵
- 富爾克二世（英语：Fulk II, Count of Anjou）（好人）941年-958年
- 若弗魯瓦一世（英语：Geoffrey I, Count of Anjou）（灰斗篷）958年-987年
- 富尔克三世（黑伯爵）987年-1040年
- 若弗魯瓦二世（铁锤）1040年-1060年

## 金雀花王朝
- 若弗魯瓦三世（英语：Geoffrey III, Count of Anjou）（大胡子）1060年-1067年
- 富尔克四世 1067年-1109年
- 若弗魯瓦四世（英语：Geoffrey IV, Count of Anjou）（铁锤）1098年-1106年
- 富尔克五世（年轻人）1106年-1129年
- 若弗鲁瓦五世（美男子）1129年-1151年
  - 由于王朝联姻的结果，若弗鲁瓦五世之子亨利继承英格兰王位。
- 亨利（短斗篷）1151年-1189年
  - 亨利 (幼王)
- 理查（狮心王）1189年-1199年
- 阿尔蒂尔一世1199年-1203年
  - 1204年法國国王腓力二世夺取了安茹。

## 卡佩王朝
1246年法國国王路易九世把安茹作為采邑賜給其弟查理。查理后成为西西里王国國王。
- 查理一世 1226年-1285年
- 查理二世 1285年-1309年
- 安茹女伯爵瑪格麗特（英语：Margaret, Countess of Anjou） 1273年-1299年
  - 与瓦卢瓦伯爵查理结婚

## 瓦卢瓦王朝
- 查理三世 1297年-1325年
  - 玛格丽特的丈夫
- 菲利普 1325年-1328年
  - 1328年成为法国国王
- 让二世 1332年-1350年 
  - 1350年成为法国国王
- 路易一世 1356年-1360年 
  - 1360年，安茹领主的封号升为公爵。